# Luoyang Beijiao Airport
Luoyang Beijiao Airport är en flygplats i Kina. Den ligger i prefekturen Luoyang Shi och provinsen Henan, i den centrala delen av landet, omkring 120 kilometer väster om provinshuvudstaden Zhengzhou.
Runt Luoyang Beijiao Airport är det mycket tätbefolkat, med 2 028 invånare per kvadratkilometer. Närmaste större samhälle är Luoyang, 8,8 km sydost om Luoyang Beijiao Airport. Runt Luoyang Beijiao Airport är det i huvudsak tätbebyggt.
Genomsnittlig årsnederbörd är 659 millimeter. Den regnigaste månaden är september, med i genomsnitt 135 mm nederbörd, och den torraste är december, med 4 mm nederbörd.